# Мистер Олимпия 2004
Мистер Олимпия 2004 — самое значимое международное соревнование по культуризму, проводимое под эгидой Международной федерации бодибилдинга (англ. International Federation of Bodybuilding, IFBB). Соревнования проходили 30 октября 2004 года Mandalay Bay Arena в Лас Вегасе, США. Это был сороковой по счету турнир «Мистер Олимпия». Свой седьмой титул завоевал Ронни Коулмэн (США). Второе место занял Джей Катлер, третье — Густаво Бадель. Призовой фонд составил 381 тыс. долларов, победитель получил 120 тыс. долларов, за второе место — 75 тыс., за третье — 50 тыс. долларов.

## История соревнования
В 2003 году организаторы ввели новые правила судейства. В финале каждый из 6 участников вызывал по очереди 5 своих конкурентов и соревновался с ними в выбранной им позе. Результат финала становился окончательным результатом турнира. В итоге Ронни Коулмэн уступил всего одну позу «пресс и бедро» Джею Катлеру, который в свою очередь уступил две позы Ронни Коулмэну и Декстеру Джексону в позе «двойной бицепс сзади».
Декстер Джексон в результате такого нововведения уступил Густаво Баделлу из Пуэрто-Рико.

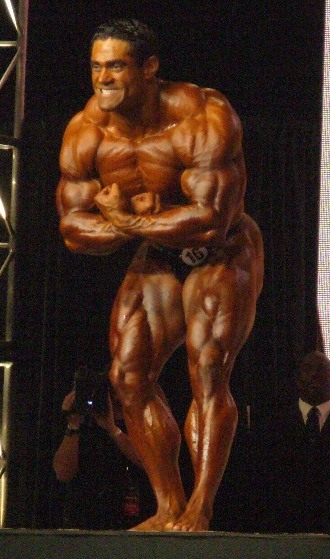
Густаво Бадель

### Таблица
- Место Участник № Вес Страна 1 2 3 Вызов Награда
- 1 Ронни Коулмэн 19 134 кг США 5 5 5 24 120 000
- 2 Джей Катлер 10 120 кг США 10 10 10 21 75 000
- 3 Густаво Бадель 13 113 кг Пуэрто-Рико 21 16 20 13 50 000
- 4 Декстер Джексон 3 103 кг США 15 19 15 12 40 000
- 5 Маркус Рюль 15 127 кг Германия 40 28 25 10 30 000
- 6 Гюнтер Шлиркамп 1 136 кг Германия 28 43 30 1 25 000
- 7 Крис Кормье 5 118 кг США 36 34 39 15 000
- 8 Деннис Джеймс 17 118 кг Германия 33 37 42 14000
- 9 Виктор Мартинес 18 109 кг Доминикана 37 35 46 12 000
- 10 Даррем Чарльз 11 107 кг Тринидад и Тобаго 50 49 43 10 000
- 11 Павол Яблоницкий 7 107 кг Чехия 57 63 58 1 000
- 12 Крис Дим 2 93 кг Камбоджа 60 61 63 1 000
- 13 Ахмад Хайдар 4 103 кг Ливан 67 60 64 1 000
- 14 Джонни Джексон 12 103 кг США 79 70 69 1 000
- 15 Трой Альвес 9 104 кг США 72 71 76 1 000
- 16 Крейг Ричардсон 6 96 кг США 71 82 82 1 000
- 17 Мустафа Мохаммед 16 120 кг Иордания 85 85 84 1 000
- 18 Ричард Джонс 8 96 кг США 91 91 89 1 000
- 19 Клод Гроулкс 14 104 кг Канада 93 91 95